# Mniejsze zło (film)
Mniejsze zło – polski film obyczajowy z 2009 roku w reżyserii Janusza Morgensterna na motywach powieści Janusza Andermana pt. Cały czas.
W ciągu 10 dni emisji w polskich kinach obraz osiągnął wpływy ze sprzedanych biletów w kwocie 647 525 zł.

## Fabuła
Film osadzony jest w realiach późnego PRL-u. Głównym bohaterem jest Kamil (Lesław Żurek), który ma jeden cel w życiu — pragnie zostać pisarzem, nie dla pasji a zaszczytów i sławy. Chce po prostu być "kimś". Problemem w realizacji marzeń jest jednak jego brak talentu. Kamil próbuje swoich sił na rynku wydawniczym, jednak debiut został niedoceniony przez krytyków. Zaślepiony swoim celem, wybiera kłamstwo i manipulację. Dzięki nim zyskuje wymarzoną sławę, jednak w międzyczasie w Polsce wybucha stan wojenny. Przyjaciele Kamila oraz setki innych ludzi trafiają do więzień. Dopiero te brutalne wydarzenia otwierają oczy chłopakowi, jednak czy spowodują zmianę w jego postępowaniu?

## Obsada
- Lesław Żurek jako Kamil
- Janusz Gajos jako ojciec Kamila
- Wojciech Pszoniak jako pacjent
- Sylwia Oksiuta-Warmus jako studentka
- Anna Romantowska jako matka Kamila
- Magdalena Cielecka jako aktorka
- Tamara Arciuch jako lekarka
- Olaf Lubaszenko jako cywil
- Borys Szyc jako Mareczek
- Edyta Olszówka jako eseistka
- Grzegorz Wojdon jako wolontariusz
- Zdzisław Rychter jako rybak
- Marek Kossakowski jako student
- Krzysztof Kowalewski jako lekarz
- Zofia Czerwińska jako kioskarka
- Krzysztof Kolberger jako ksiądz
- Andrzej Zaborski jako kolega ojca
- Daniel Olbrychski jako AK-owiec
- Wiktor Zborowski jako mężczyzna
- Władysław Kowalski jako publicysta
- Wojciech Mecwaldowski jako korespondent
- Julia Kamińska jako poetka
- Mariusz Wojciechowski jako działacz Solidarności
- Bożena Dykiel jako kierowniczka DPT w Radziejowicach
- Mirosław Zbrojewicz jako esbek
- Waldemar Czyszak jako sąsiad Mareczka